# رومن شوچورنکو
رومن شوچورنکو (انگلیسی: Roman Shchurenko؛ زادهٔ ۱۴ سپتامبر ۱۹۷۶)از برندگان مدال‌های بازی‌های المپیک تابستانی اهل اوکراین است.